# Wenzl Weis

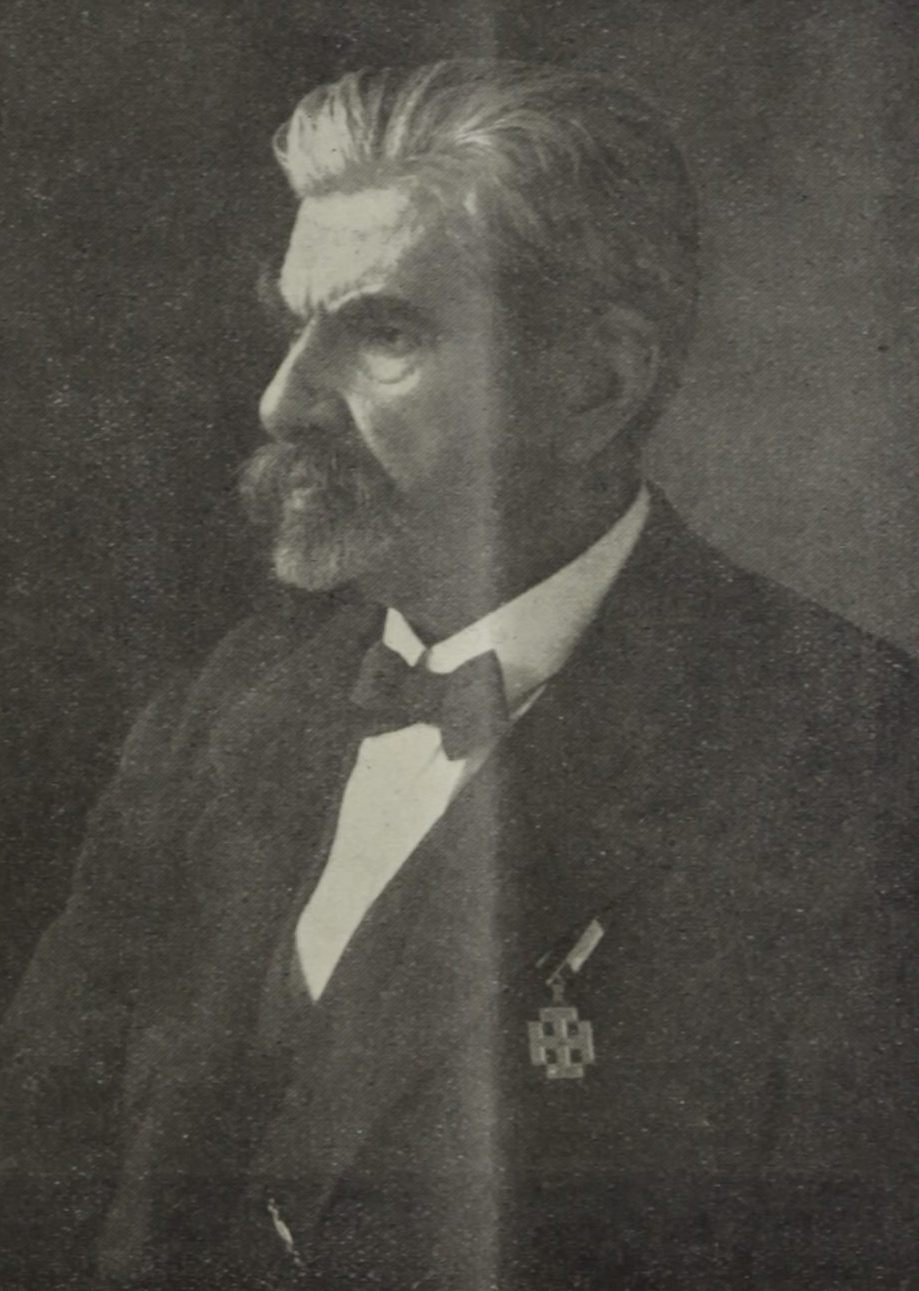
Wenzl Weis (1929)

Wenzl Weis (* 28. November 1858 in Tachov; † 14. Dezember 1929 in Wien) war ein österreichischer Fotograf und Verbandsfunktionär. 

## Leben
Die Eltern von Wenzl Weis waren der Kurschmied Josef Weis und dessen Frau Eleonora Weis. Er selbst machte ab 1872 eine Fotografenlehre bei Ernst Pflanz in Marienbad und arbeitete anschließend in Fotoateliers in Innsbruck, Graz und Wien. 1888 besuchte er Kurse an der Lehr- und Versuchsanstalt für Fotografie und Reproduktionsverfahren in Wien. 1898 übernahm er das Atelier Margit in Wien und spezialisierte sich auf Porträtfotos. 1900 wurde Weis zum Hoffotografen des Erzherzogs Karl Stefan ernannt. 
Weis war 1882 einer der Mitbegründer des Vereins photographischer Mitarbeiter, dessen Obmann er 1891 wurde. Er war daneben Mitglied der Photographischen Gesellschaft und des Österreichischen Photographen-Vereins, dessen Obmann er wurde. Von 1904 bis 1911 war er verantwortlicher Redakteur der „Österreichischen Photographen-Zeitung“ sowie 1911–19 des Fachjournals „Der Bund. Monatsschrift für die Interessen der österreichischen Berufsphotographen“. 
Weis engagierte sich insbesondere für die Verbesserung der Arbeitsbedingungen der Berufsfotografen. 

## Ehrungen
- 1929: Goldenes Ehrenzeichen der Republik Österreich